# Nurdín Amrabat
Nurdín Amrabat (arabsky:نورالدين أمرابط‎; * 31. března 1987 Naarden) je marocký profesionální fotbalista nizozemského původu, který hraje na pozici křídelníka za řecký klub AEK Athény. Mezi lety 2011 a 2019 odehrál také 63 utkání v dresu marocké reprezentace, ve kterých vstřelil 7 branek.

## Reprezentační kariéra
Amrabat se zúčastnil tří turnajů Afrického poháru národů (v letech 2012, 2013 a 2019) a také Mistrovství světa v roce 2018.